# Magnolia dawsoniana
Magnolia dawsoniana, la magnolia de Dawson, es una especie de  magnolia originaria de las provincias de Sichuan y Yunnan en China, usualmente en alturas de 1400 a 2500 metros. 

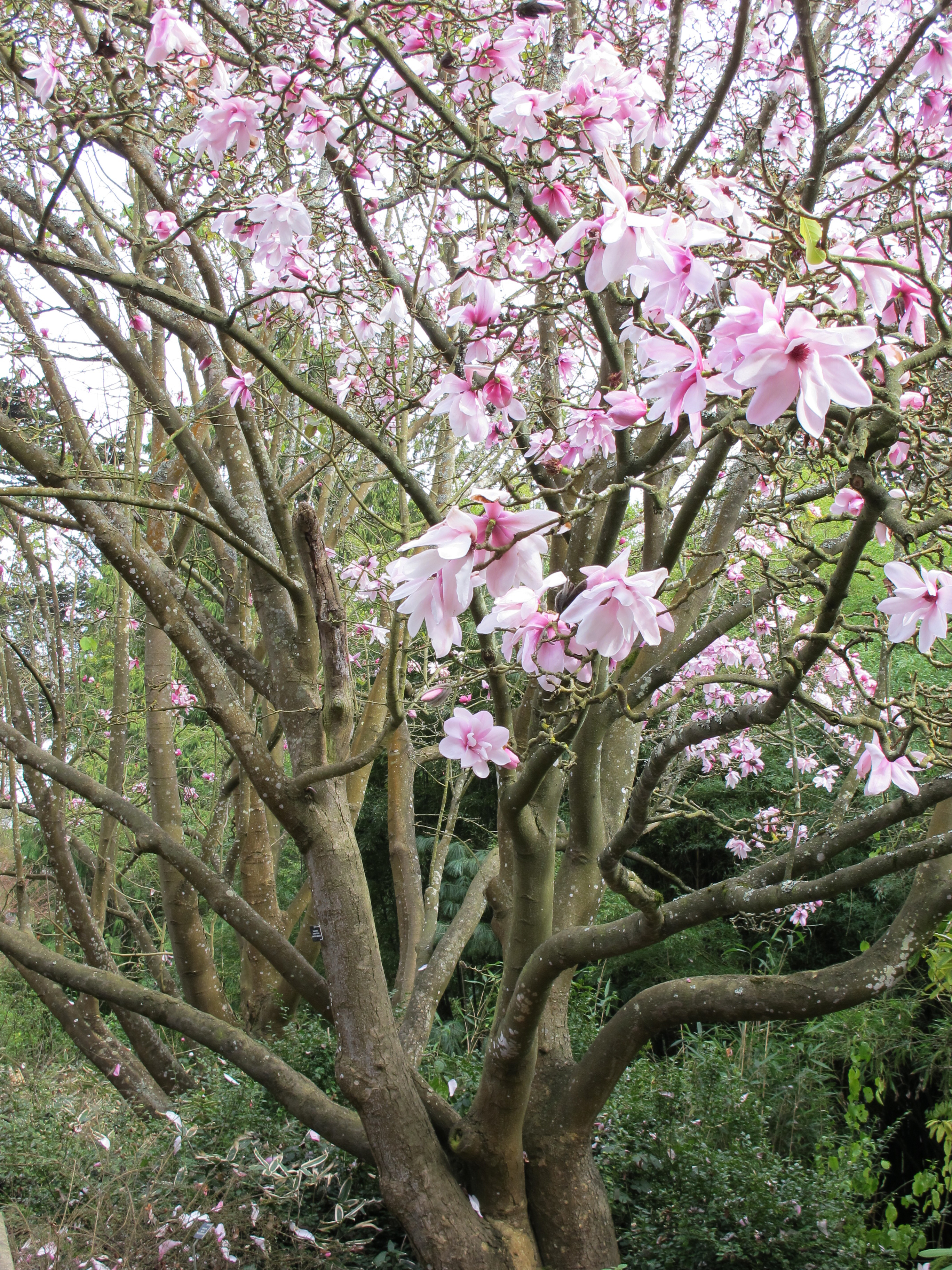
Vista de la planta en flor

## Descripción
Es un pequeño árbol ornamental de hoja caduca que puede alcanzar los 20 m de altura. La hoja  es obovada a elíptico-obovada de 7.5-14 cm de largo, y es color verde brillante por debajo y glauca. Las flores son de color blanco a rojizo de 16-25 cm de ancho, son fragantes, y aparecen antes que las hojas. Fue descubierta por primera vez en el oeste de Sichuan en 1869 por Jean Pierre Armand Père y se introdujo en el cultivo del oeste en 1908, cuando E.H.Wilson envió semillas de las plantas que crecen cerca de Kangding, Sichuan, al Arnold Arboretum en Jamaica Plain, Massachusetts. Sin embargo, rara vez se encuentra cultivada.

## Taxonomía
Magnolia dawsoniana fue descrito por Rehder & E.H.Wilson y publicado en Plantae Wilsonianae an enumeration of the woody plants collected in Western China for the Arnold Arboretum of Harvard University during the years 1907, 1908 and 1910 by E.H. Wilson edited by Charles Sprague Sargent ... 1(3): 397. 1913.
Etimología
Magnolia: nombre genérico otorgado en honor de Pierre Magnol, botánico de Montpellier (Francia).
dawsoniana: Nombrado por Jackson T. Dawson, el superintendente del Arboreto Arnold, en reconocimiento a su habilidad consumada en la propagación de la gran masa de material que ha llegado a sus manos durante sus cuarenta y tres años de servicio en este establecimiento.
Sinonimia
- Yulania dawsoniana (Rehder & E.H.Wilson) D.L.Fu, J. Wuhan Bot. Res. 19: 198 (2001).[3][4]